# ديل بيك
ديل بيك (بالإنجليزية: Dale Peck)‏‏ (13 يونيو 1967 في لونغ آيلند - ) روائي، وناقد أدبي، وكاتب، وصحفي من الولايات المتحدة.

## الجوائز
- زمالة غوغنهايم
- جائزة لامدا الأدبية